# Felipe Reynero
Felipe Andrés Reynero Galarce (* 14. März 1989 in Santiago) ist ein chilenischer Fußballspieler auf der Position des rechten Flügelstürmers.

## Karriere

### Verein
Felipe Reynero spielte von 2006 bis 2008 in der Jugend des CD Universidad Católica, doch wegen fehlender Möglichkeiten in die Profimannschaft zu gelangen, wechselte der Offensivspieler zu San Antonio Unido und anschließend zum CD Magallanes. Bei Magallanes nahm er eine wichtige Rolle beim Aufstieg aus der Tercera A in die Segunda División ein. Durch seine Leistungen wurde Erstligist Rangers de Talca auf ihn aufmerksam und verpflichtete den Außenstürmer. Reynero konnte sich in der Primera División beim CD Huachipato und Universidad de Concepción etablieren. Mit Concepción gewann er die Copa Chile 2014/15, sein bis heute größter Erfolg. In seiner weiteren Laufbahn lief er noch für weitere chilenische Erstligisten auf und sammelte 2017 beim mexikanischen Verein CF Atlante Auslandserfahrung. 2023 erfolgte sein Wechsel von Ñublense zu Aufsteiger Deportes Copiapó.

### Nationalmannschaft
Felipe Reynero nahm am Training des erweiterten Kaders der Nationalmannschaft unter Claudio Borghi teil, jedoch wurde er nie für ein Länderspiel nominiert.

### Erfolge
Universidad de Concepción
- Chilenischer Pokalsieger: 2014/15

## Sonstiges
Sein Vater Roberto ist ehemaliger Profifußballspieler und ist siebenfacher Nationalspieler.